# Haus der Frau von Stein

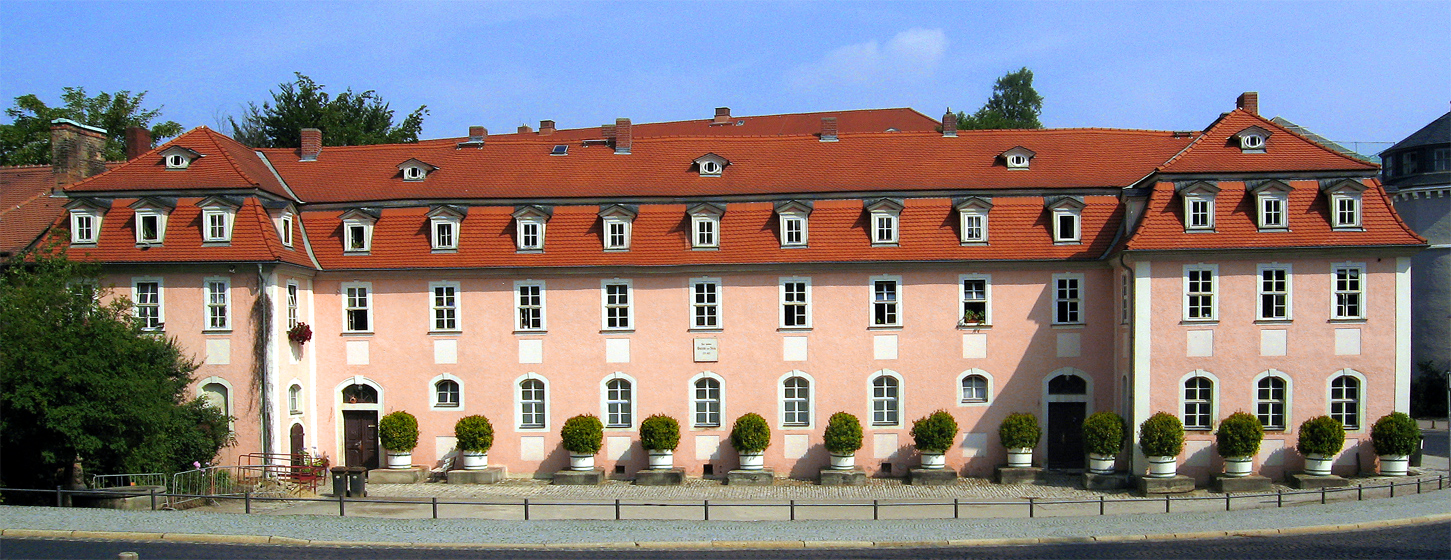
Südfront des Hauses der Frau von Stein (2006)

Das Haus der Frau von Stein ist ein barockes Wohngebäude an der Südostgrenze der Altstadt von Weimar. Hier wohnte 50 Jahre Goethes Freundin Charlotte von Stein (1742–1827), was dem Haus den Namen gab.

## Architektur
Das Haus der Frau von Stein ist eine mit ihrer Hauptfront nach Süden orientierte zweigeschossige Dreiflügelanlage mit sehr kurzen Seitenflügeln. Die Länge über alles beträgt etwa 45 Meter, auf die sich fünfzehn Fensterachsen verteilen. Die Seitenflügel stehen nur eine Fensterachse vor, und der östliche Seitenflügel ist – vermutlich wegen des Straßenverlaufs – etwa fünf Grad aus dem rechten Winkel nach innen verdreht.

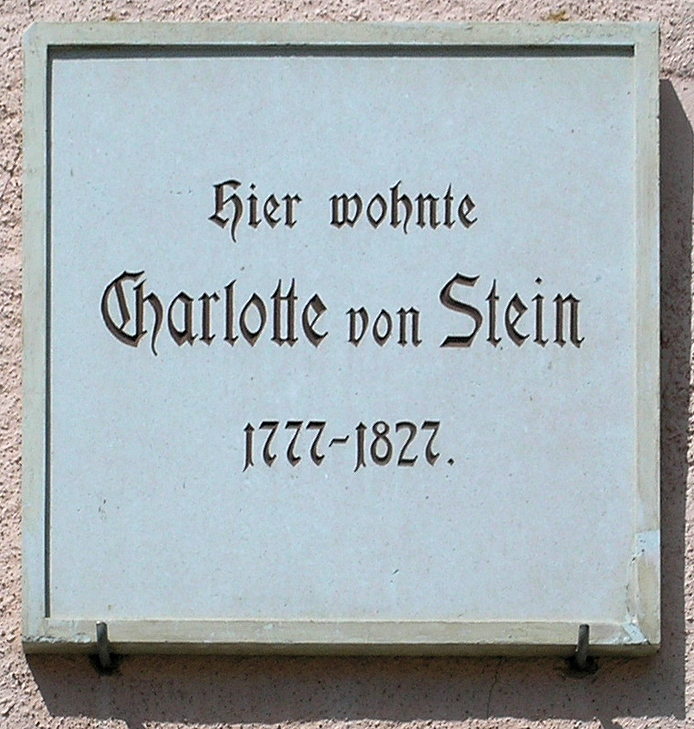
Gedenktafel
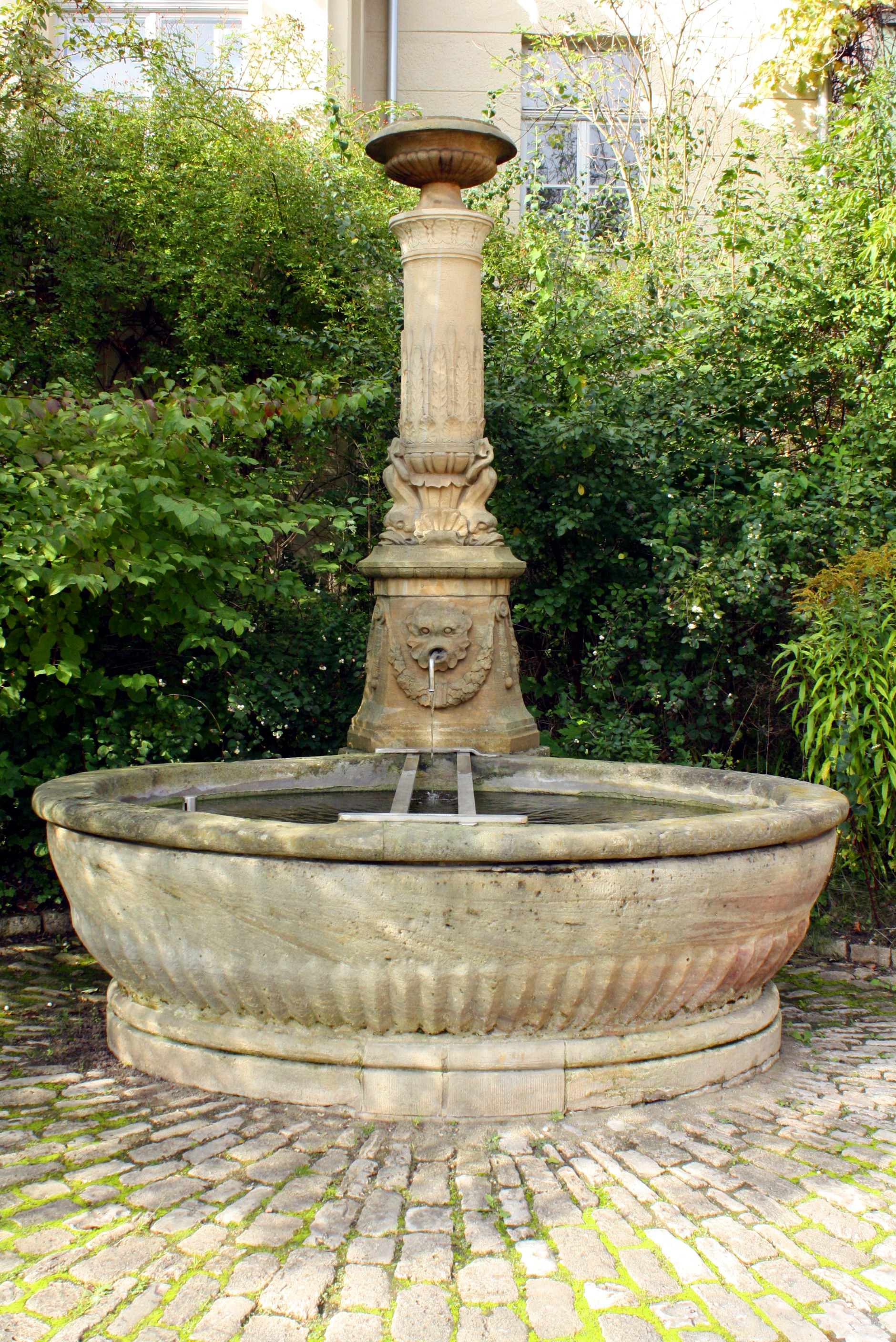
Brunnen

Der verputzte Fachwerkbau besitzt Tür- und Fenstergewände aus Berkaer Sandstein, im Erdgeschoss als Rundbogenfenster. Zwei Portale neben den Seitenflügeln weisen auf zwei getrennte Hausteile hin. Das Mansardwalmdach besitzt auf Vorder- und Rückfront in seinem unteren Teil zu jeder Fensterachse eine Giebelgaube, im oberen Teil einige kleine Giebelgauben mit Ochsenaugenfenstern. An Charlotte von Stein erinnert eine Gedenktafel.
Auf der Südseite befinden sich jeweils zwischen den Fenstern auf dem Boden Podeste zum Aufstellen von Kübelpflanzen im Sommer; historisch sind Orangenbäume belegt. Links vor dem Haus steht seit 1857 ein Brunnen, durch den der 1847 hier aufgestellte Muschelbrunnen ersetzt wurde, beide gestiftet von der russischen Großfürstin Maria Pawlowna (1786–1859) und geschaffen vom Berkaer Steinmetzen Carl Dornberger, also ohne Bezug zu Charlotte von Stein. Das Haus samt Brunnen steht unter Denkmalschutz.

## Geschichte

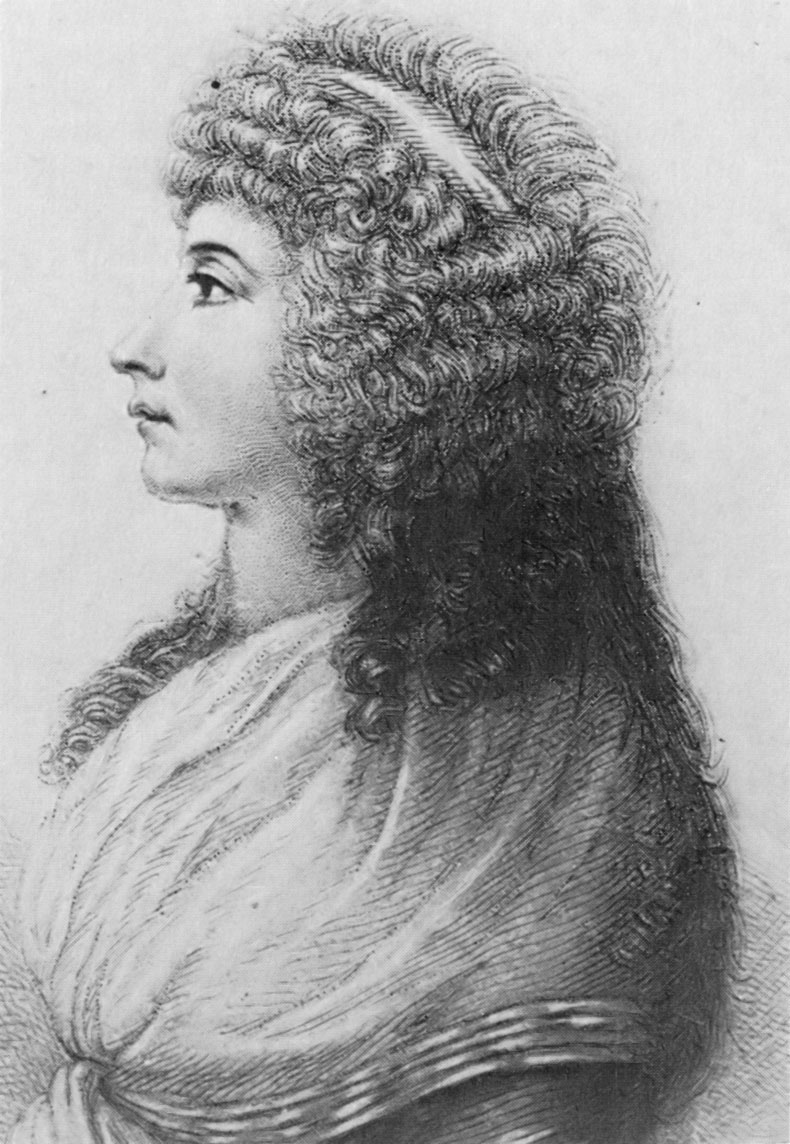
Charlotte von Stein

In den Jahren 1770–1773 errichtete der Baumeister Anton Georg Hauptmann (1735–1803) aus dem Stallgebäude auf dem Grundstück des seit 1612 zum Weimarer Hof gehörenden alten Stiedenvorwerkes, von dem sich Reste erhalten haben, das Haus an der Straße Ackerwand (heute Nr. 25–27), welches als das Haus der Frau von Stein in die Weimarer Geschichte eingehen sollte. Die Nordseite liegt an der Seifengasse. Ab 1777 lebte im östlichen Teil des Obergeschosses die Familie des Oberforstmeisters Otto Joachim Moritz von Wedel (1752–1794), genannt „der schöne Wedel“, zu dem Goethe auch in engerer Beziehung stand. Vom gleichen Jahr an hatte im westlichen Flügel Charlotte von Stein bis zu ihrem Tod 1827 mit ihrem Mann, dem Oberstallmeister Gottlob Ernst Josias Friedrich Freiherr von Stein, und ihren drei Kindern ihren Wohnsitz. Das Haus war zu keiner Zeit Eigentum der Frau von Stein. Über eine Pforte war das Haus mit dem Seifengasse 16 verbunden. Von 1779 bis 1781 während der Wintermonate war Goethe sogar ihr direkter Wohnungsnachbar.
Im Haus fanden auch Proben für das herzogliche Theater statt. Nach Carl Wilhelm Heinrich Freiherr von Lynckers (1767–1843) Aufzeichnungen war die Gesellschaft der Hofschauspieler im Haus der Charlotte von Stein beinahe täglich mit Proben für das Theater beschäftigt. Eine Dame dieser Gesellschaft, die auf Goethe besonderen Eindruck hinterließ, war Christiane Henriette Sophie von Laßberg (1761–1778).
Bis 1794 blieben im Erdgeschoss die Pferdeställe der herzoglichen Husaren. 1799 übergab der Großherzog Carl August (1757–1828) auf Vermittlung Goethes diese Räume dem deutsch-russischen Chemiker Alexander Nicolaus Scherer (1771–1824), der dort für kurze Zeit ein chemisches Labor einrichtete. Die russische Großfürstin Maria Pawlowna gestaltete 1804 einen Raum, der als russisch-orthodoxe Kirche genutzt wurde. Die Weimarer Russisch-Orthodoxe Kapelle wurde erst 1860 bis 1862 nach Plänen von Carl Heinrich Ferdinand Streichhan (1814–1884), also nach dem Tod von Maria Pawlowna, erbaut. Später wurden im Erdgeschoss des Hauses auf Initiative des Großherzogs Gesellschaftsräume (Salons) eingerichtet.
Für das 20. Jahrhundert ist über das Haus wenig bekannt. Vom Sommer bis Oktober 1921 logierte die junge Marlene Dietrich (1901–1992) in der im Haus eingerichteten Pension, nachdem sie zuvor in einem Mädchenpensionat in der heutigen Thomas-Müntzer-Straße gewohnt hatte. Sie war zum privaten Geigenunterricht bei Robert Reitz (1884–1951) nach Weimar gekommen. Im Haus der Frau von Stein traf sie die zu Besuch in Weimar weilende Alma Mahler (1879–1964), die damals noch Gropius hieß. Im Einwohnerbuch von Weimar 1941/1942 werden für das Haus Wohnungen und eine Pension angegeben.
Ab 1996 beherbergte es das Goethe-Institut, das 2010 in das Reithaus im Park an der Ilm umzog. Im Oktober 2008 hatte die Stadt Weimar das Haus an einen spanischen Investor verkauft. Wegen schleppender Sanierungen erwies sich diese Wahl als wenig glücklich, sodass die Stadt Weimar gegenwärtig bestrebt ist, das Gebäude wieder zurückzukaufen. Der Stadtrat hat dem bereits zugestimmt. Der Prozess ist nicht abgeschlossen und läuft gerichtlich weiter.
Das Haus befindet sich seit 2025 wieder im Besitz der Stadt. Zwecks Sanierung wird ein Investor gesucht.

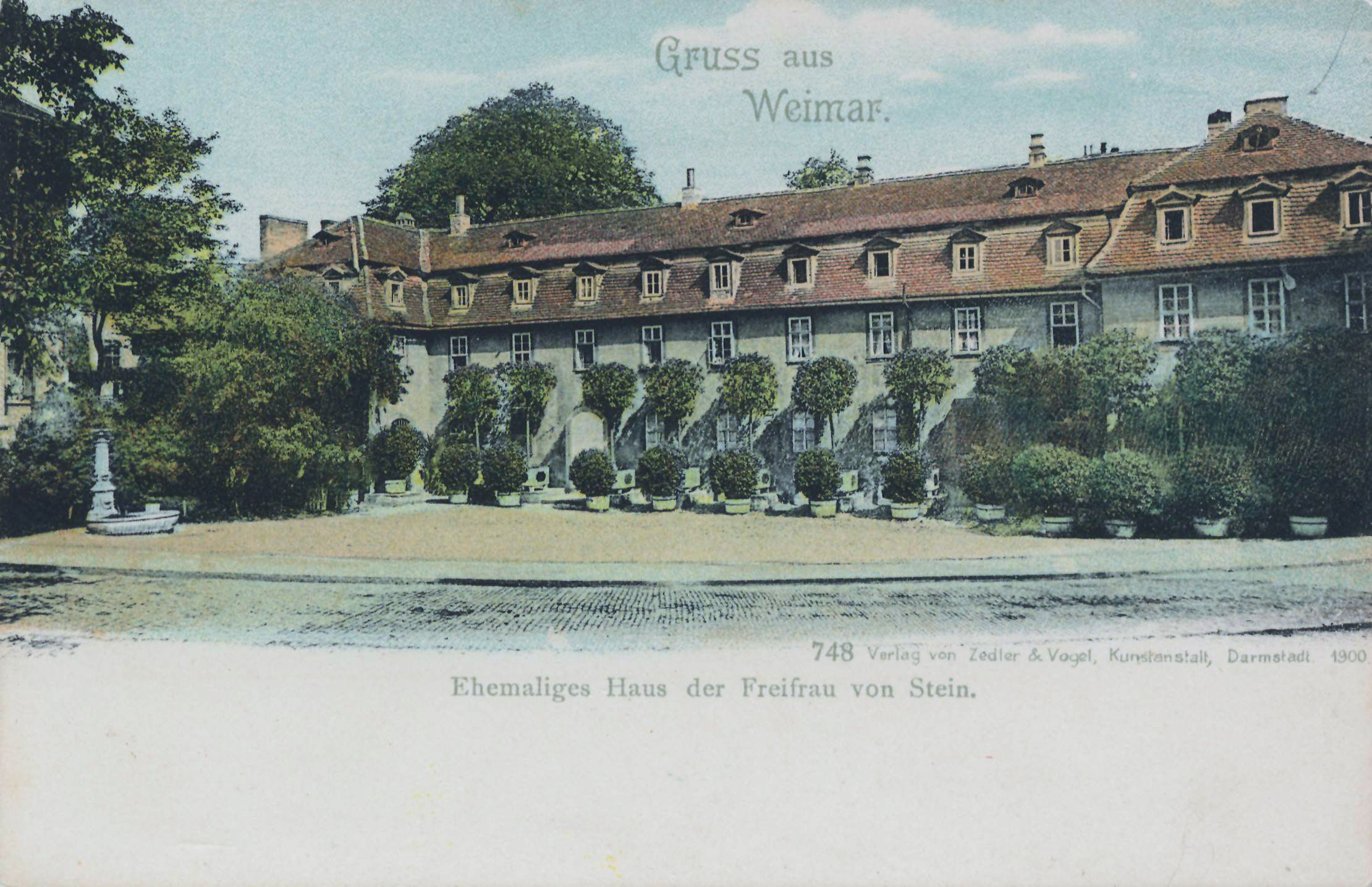
Ansichtskarte von 1900
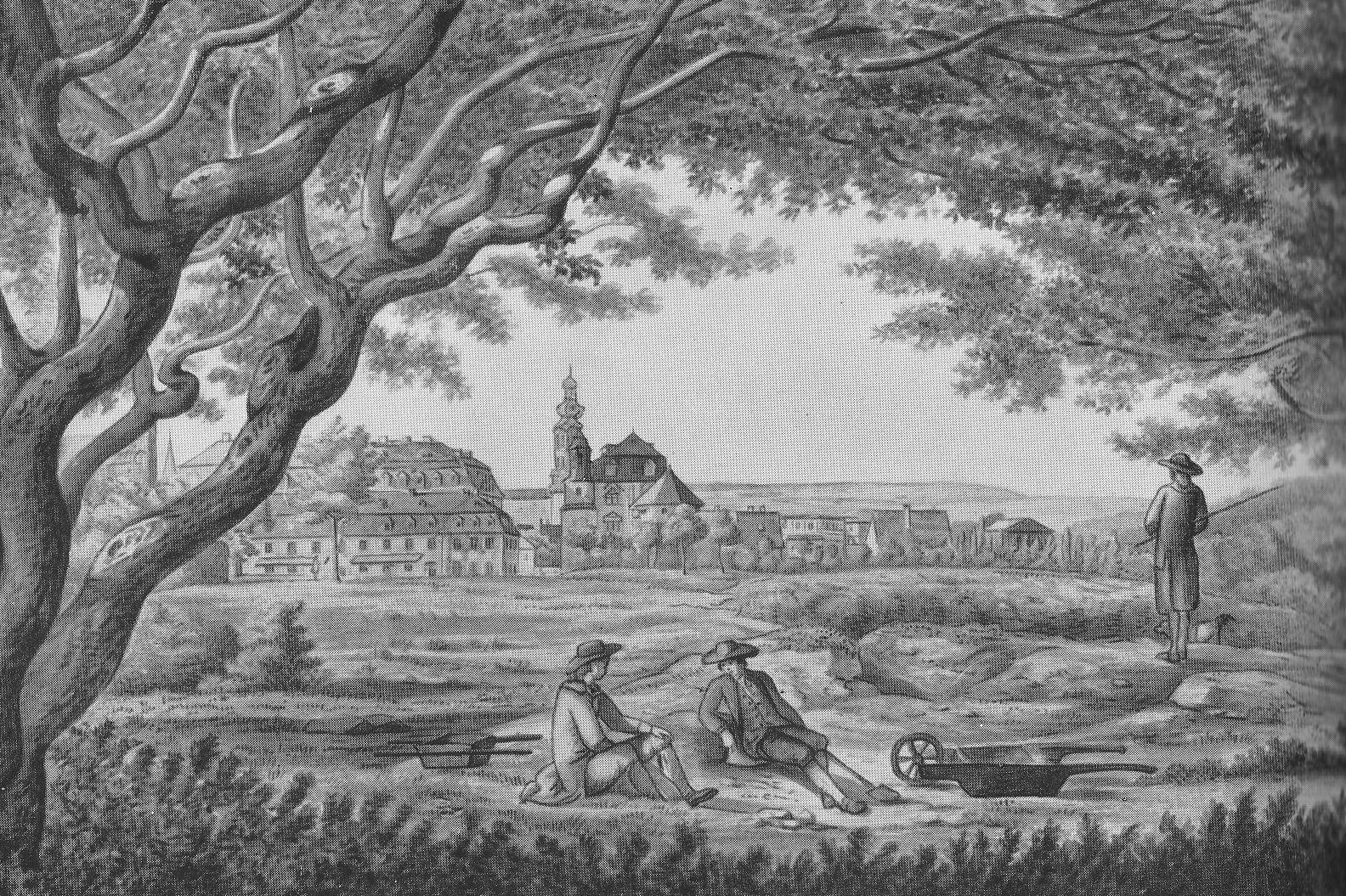
Aquarell von Georg Melchior Kraus
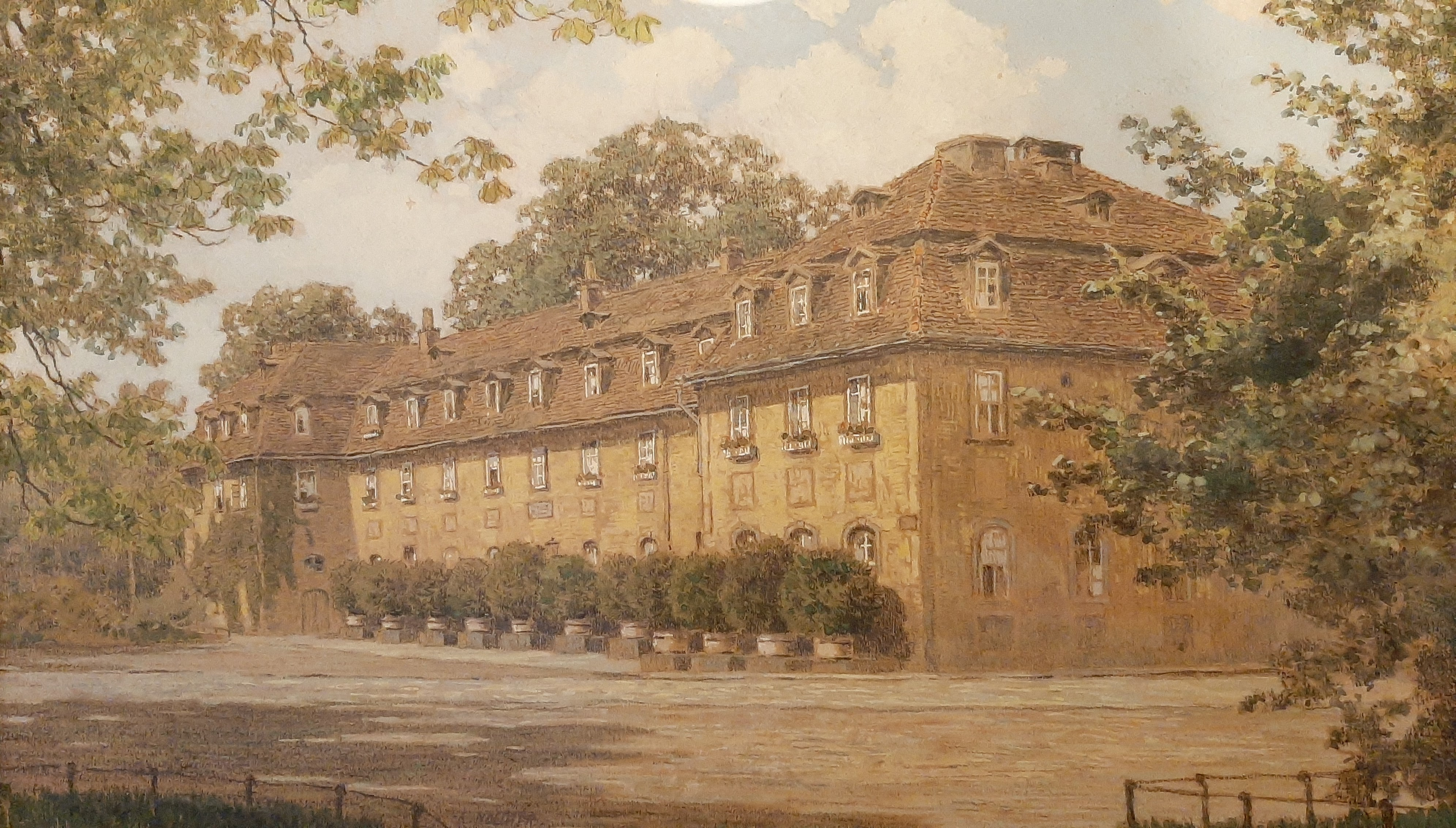
Aquarell von Adolf Noether

## Darstellungen
Das Haus der Frau von Stein ist ein beliebtes Motiv sowohl für Postkarten als auch für künstlerische Darstellungen. So wurde es bereits zu Lebzeiten der Charlotte von Stein vom Maler und Zeichner Georg Melchior Kraus (1737–1806) dargestellt, und im 20. Jahrhundert malten es Adolf Noether (1855–1943) und Franz Huth (1876–1970).